# Місячне затемнення 18 вересня 2024 року
Часткове місячне затемнення відбулося в середу, 18 вересня 2024 року, друге з двох місячних затемнень у 2024 році та останнє часткове місячне затемнення Місячного Сароса 118.

## Видимість
Його буде повністю видно над західними частинами Африки та Європи, Південною та Східною Північною Америкою, можна буде побачити сходження над рештою Північної Америки та захід над рештою Африки та Європи.
|                 |
| Карта видимості |

## Пов'язані затемнення

### Затемнення 2024 року
- Напівтіньове місячне затемнення 25 березня
- Повне сонячне затемнення 8 квітня
- Кільцеподібне сонячне затемнення 2 жовтня

### Цикл Саросу
Це частина 118 циклу Сароса.

### Напівсаросський цикл
Місячне затемнення передуватиме сонячним затемненням через 9 років і 5,5 днів (половина сароса). Це місячне затемнення пов'язане з двома частковими сонячними затемненнями Саросу 125.
| 13 вересня 2015 р | 23 вересня 2033 р |
| ----------------- | ----------------- |
|                   |                   |